# 深圳音乐厅

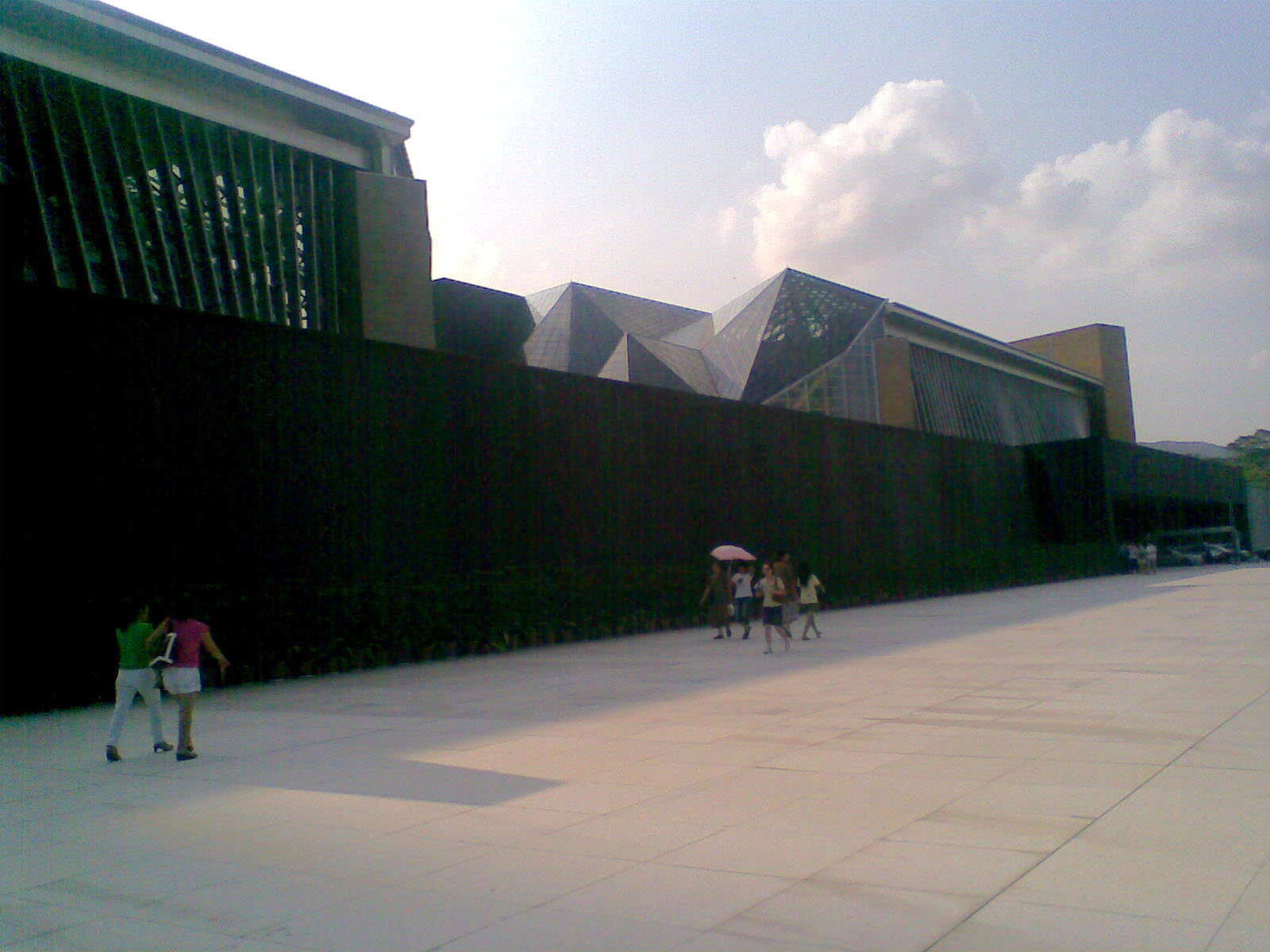
深圳音乐厅

深圳音乐厅位于中华人民共和国广东省深圳市福田区。北靠莲花山，与深圳图书馆对称呼应，由日本建筑师矶崎新设计。音乐厅占地面积约26,345平方米，建筑面积约41,423平方米。

## 设施
深圳音乐厅由演奏大厅、小剧场和其他附属设施组成。演奏大厅为纯自然声演奏大厅，呈峡谷梯田式，总面积2323平方米，有1680个座位。配备有大型管风琴。

## 延伸阅读
- 深圳图书馆
- 深圳大剧院

## 相关链接
- 官方网站 （页面存档备份，存于）